# Ickham
Ickham – wieś w Anglii, w hrabstwie Kent, w dystrykcie Canterbury. Leży 7 km na wschód od miasta Canterbury i 95 km na wschód od centrum Londynu.
W 2001 miejscowość liczyła 417 mieszkańców.